# Popovići (Benkovac)
Pour les articles homonymes, voir Popovići.
Popovići est un village de la municipalité de Benkovac (Comitat de Zadar) en Croatie. Au recensement de 2011, la ville comptait 210 habitants.